# Sollsar
Sollsar är en kulle i Finland. Den ligger i Utsjoki kommun och landskapet Lappland, i den norra delen av landet, 1 000 km norr om huvudstaden Helsingfors. Toppen på Sollsar är 341 meter över havet.
Terrängen runt Sollsar är varierad.  Trakten runt Sollsar är nära nog obefolkad, med mindre än två invånare per kvadratkilometer. Närmaste större samhälle är Karigasniemi, 6,1 km norr om Sollsar. Omgivningarna runt Sollsar är i huvudsak ett öppet busklandskap.